# Marató de TV3 contra les malalties infeccioses greus
La Marató de TV3 contra les malalties infeccioses greus va ser la 26a edició de La Marató de TV3, que es va celebrar el diumenge 17 de desembre del 2017 i es va centrar en les malalties infeccioses greus com l'hepatitis, la sida, la meningitis, la bronquitis o la tuberculosi.
La presentadora del programa va ser Helena Garcia Melero a TV3 i Ricard Ustrell i Garrido a Catalunya Ràdio. Es van dur a terme més de 3000 activitats a Catalunya per recaptar diners per col·laborar amb la Marató i sensibilitzar la població.
Amb els 9,7 milions d'euros recaptats es van finançar 36 projectes de recerca biomèdica dels 214 projectes que es van presentar i que van ser avaluats per 103 científics especialistes.